# Begraafplaats Weißensee
Begraafplaats Weißensee is een Joodse begraafplaats in de gelijknamige Berlijnse wijk. Het is met 42 hectare en ongeveer 115.000 graven de op een na grootste Joodse begraafplaats van Europa. Begraafplaats Weißensee wordt beheerd door de Joodse gemeenschap van Berlijn en is het hele jaar door toegankelijk.

## Geschiedenis
De eerste Joodse begraafplaats uit 1672, aan de Große Hamburger Straße, kampte sinds 1827 met capaciteitsgebrek. De tweede, aan de Schönhauser Allee, dreigde tegen 1880 eveneens vol te raken. Om die reden werd besloten dat er een derde moest komen, begraafplaats Weißensee. Hiertoe werd door de Joodse gemeenschap van Berlijn een kavel aan de Herbert-Baum-Straße aangekocht. De begraafplaats en bijbehorende gebouwen werden ontworpen door architect Hugo Licht in Italiaanse neorenaissancestijl en in 1880 geopend. Het hoofdgebouw, waar het bestuur en archief gehuisvest zijn, alsmede de omheining, zijn voorzien van opvallende gele stenen. In 1910 verrees een tweede gebouw, maar dat werd tijdens de Tweede Wereldoorlog vernield.

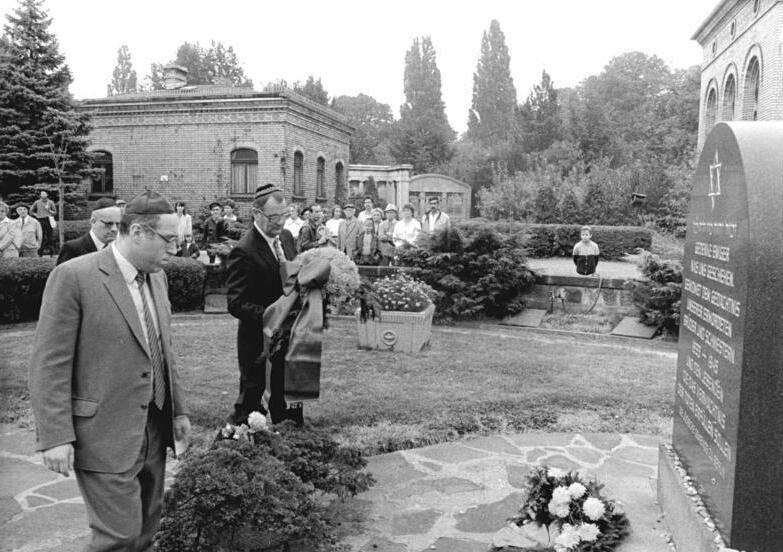
Begraafplaats Weißensee (1988)

Na de Tweede Wereldoorlog werd begraafplaats Weißensee in eerste instantie nog door alle Joodse inwoners van Berlijn gebruikt. Tussen 1955 en 1990 mochten alleen Joden uit Oost-Berlijn gebruikmaken van de begraafplaats; na de Duitse hereniging gold dit weer voor alle Joden. In die tijd werd de begraafplaats slecht onderhouden, daar veel Joodse inwoners tijdens of na de holocaust waren omgekomen of gevlucht. Veel graven raakten overwoekerd en de stenen van veel mausolea brokkelden af. Na de hereniging werd gesteld dat herstel zo'n 40 miljoen euro zou gaan kosten.
In de jaren 70 van de 20e eeuw werd een plan gemaakt om de Michelangelostraße met de toen nieuwe Hansastraße te verbinden. Het tracé zou over een deel van de begraafplaats komen te lopen, maar door weerstand vanuit de Joodse gemeenschap werd het plan van tafel geveegd.
Bij het 125-jarig bestaan werd door het bestuur bij de gemeenteraad van Berlijn aangedrongen op meer financiering, zodat een poging tot opname op de UNESCO-werelderfgoedlijst mogelijk zou worden. Toenmalig burgemeester Klaus Wowereit liet weten het plan te steunen.

## Ingangen

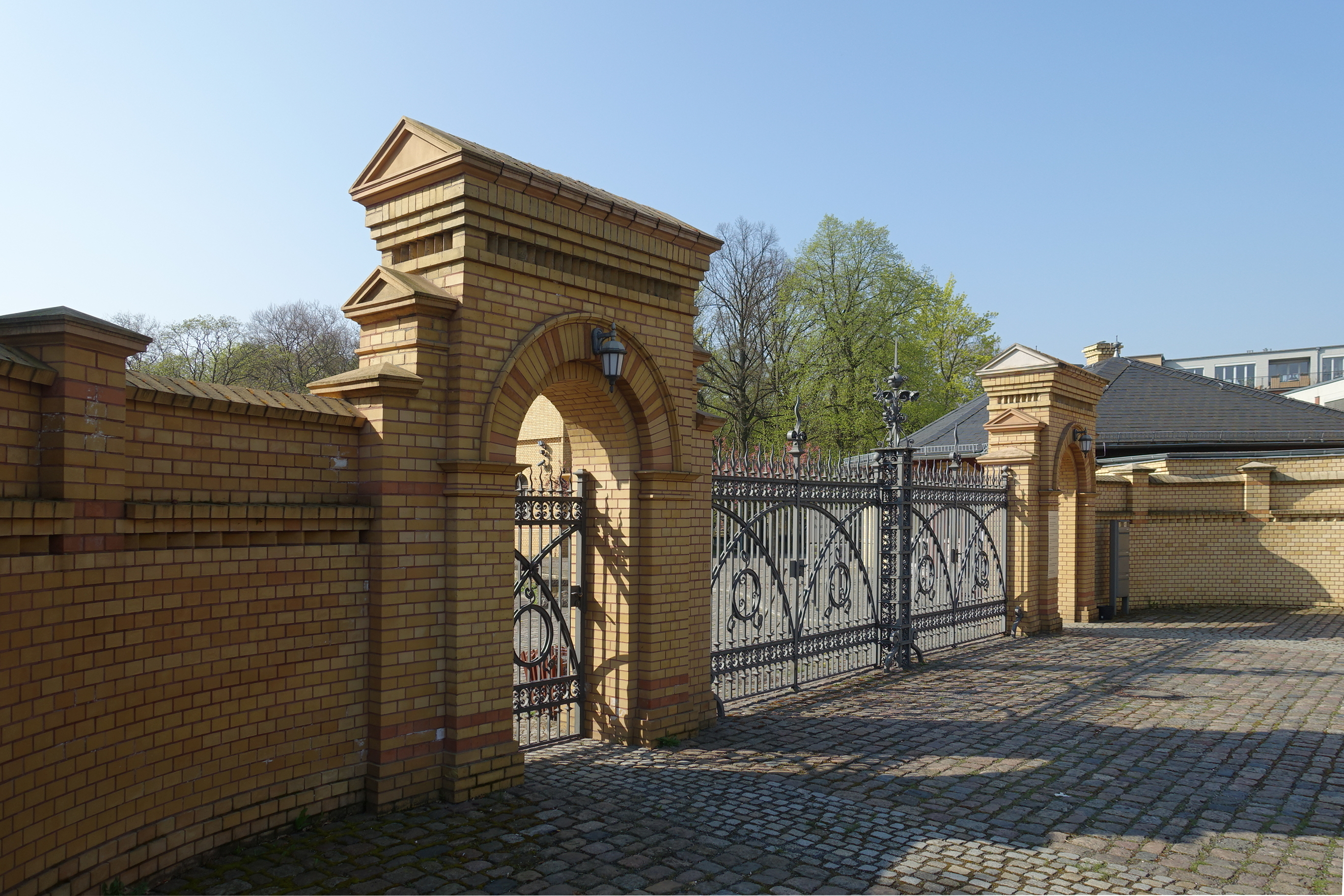
Hoofdtoegangspoort (2018)

De hoofdtoegangspoort bevindt zich aan het einde van de Herbert-Baum-Straße. In 1924 werd een tweede poort geopend aan de Lichtenberger Straße (sinds 1985: Indira-Gandhi-Straße). Bij de hoofdpoort is een holocaust-herdenkingsplaats ingericht, bestaande uit een gedenkteken en een aantal stenen, elk met opschrift van de namen van concentratiekampen. Ernaast is een herdenkingsplaats uit 1927 voor Joden die omkwamen tijdens de Eerste Wereldoorlog. Ook hangt er een plakkaat met namen van Joodse inwoners die zich verzetten tegen het nationaalsocialisme.

## Indeling

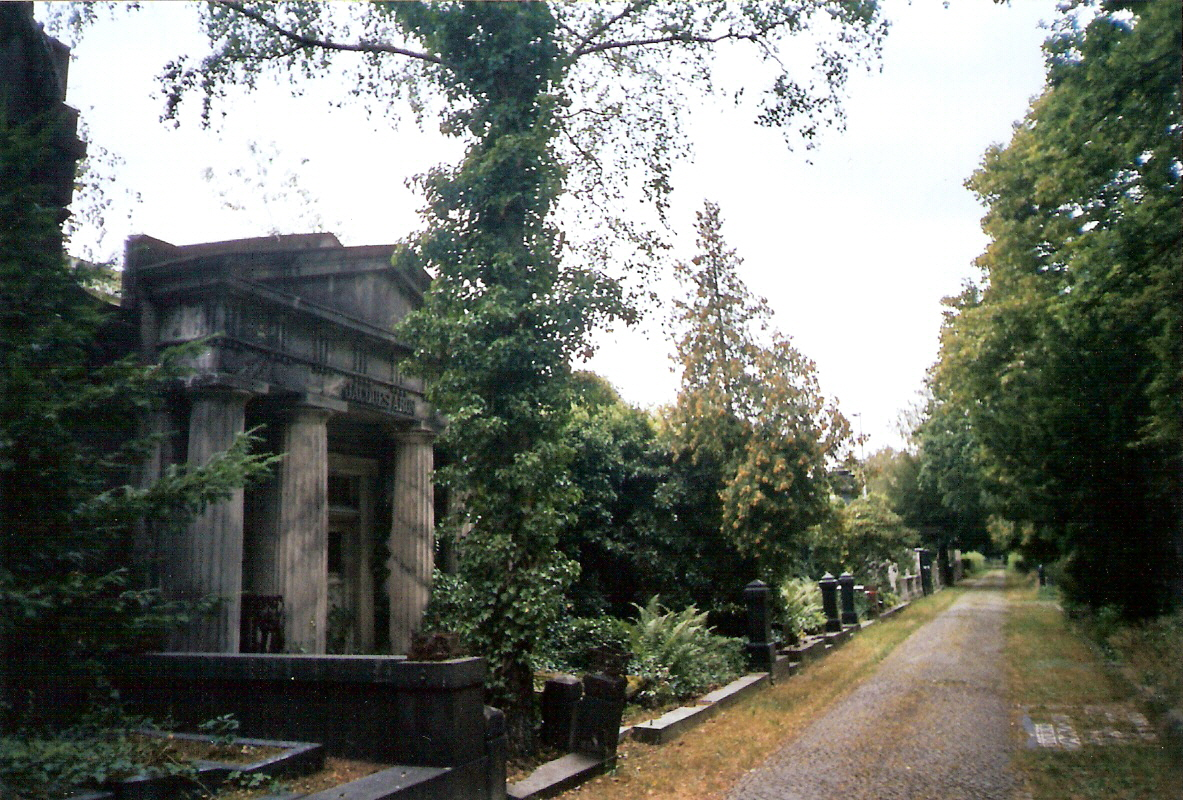
Mausoleum (2005)

De graven zijn onderverdeeld in 120 secties, ieder met een eigen kenmerkende vorm. Welgestelde Joden liggen doorgaans opgebaard in mausolea in jugendstilstijl. Het centrale gedeelte is bestemd voor minder welvarenden.

## Graven van beroemdheden
- Herbert Baum, een Duits verzetsstrijder
- Hermann Cohen, een Duits filosoof
- Margot Friedländer, een Duitse Holocaust-overlevende
- Richard Friedländer, een Duits zakenman en adoptievader van Magda Goebbels
- Eugen Goldstein, een Duits natuurkundige
- Stefan Heym, een Duits schrijver
- Max Hirsch, een Duits politiek econoom
- Werner Scholem, een Duits politicus
- Lesser Ury, een Duits kunstschilder

## Galerij

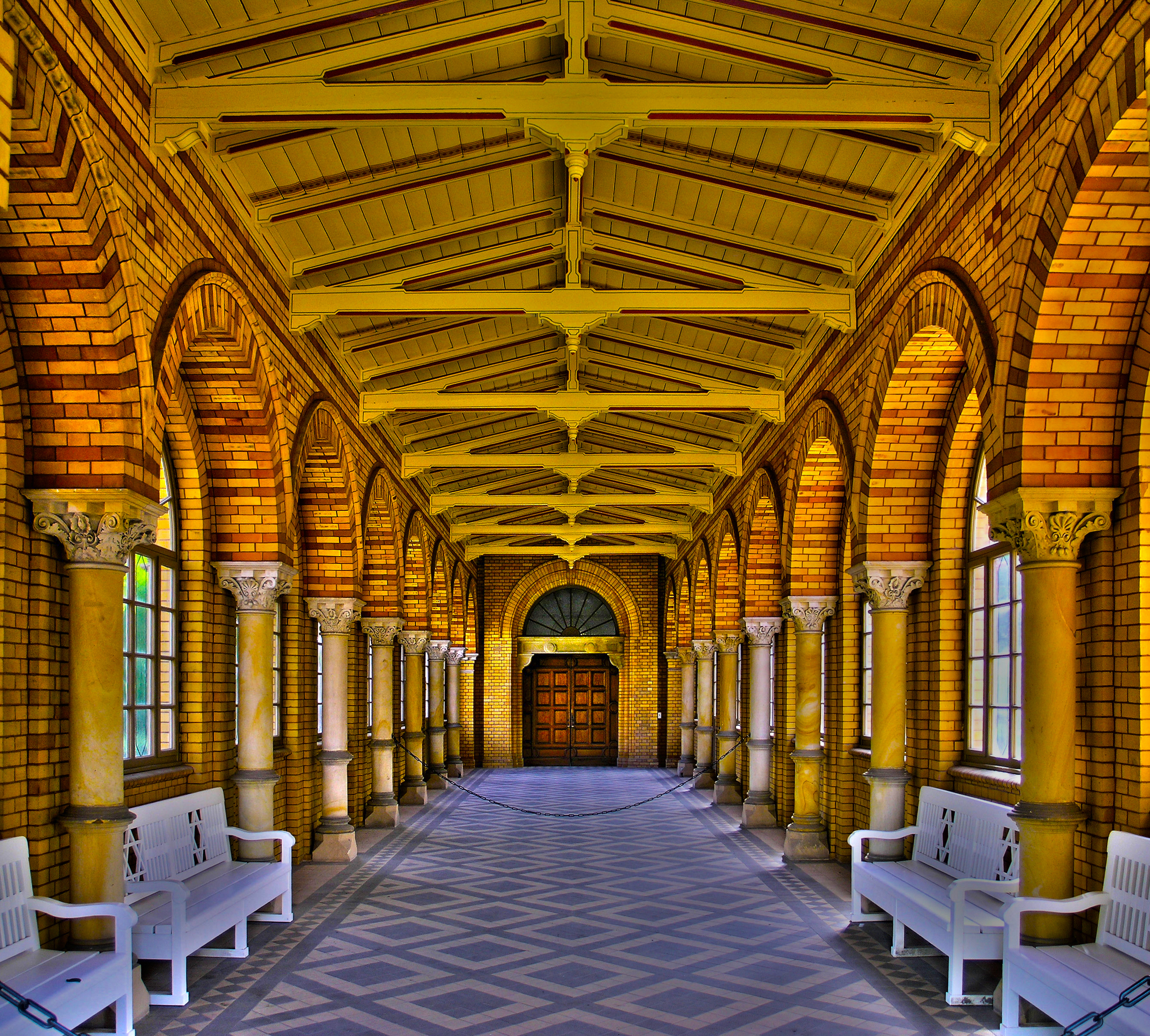
Hal voorbij de hoofdingang (2010)]
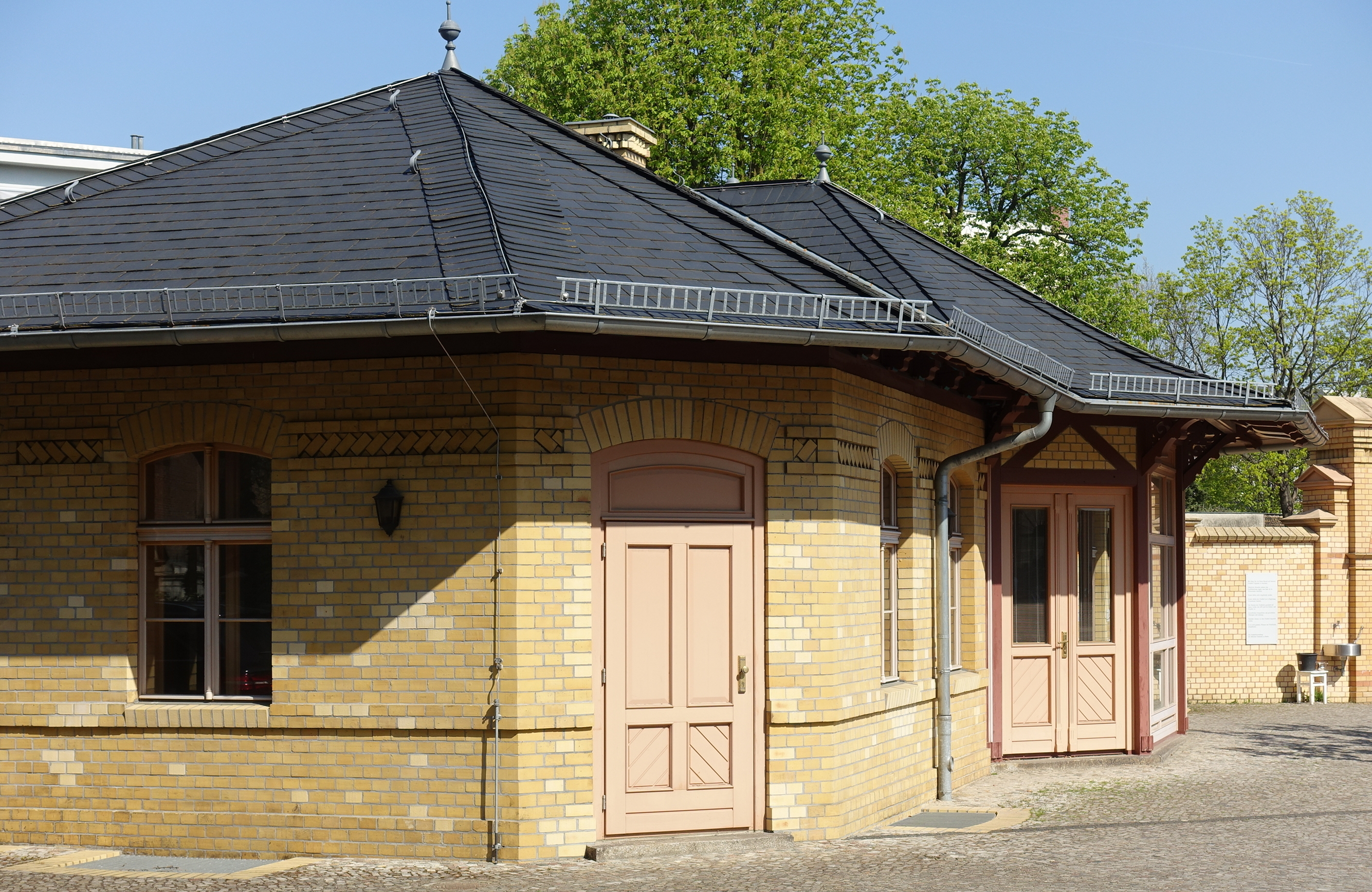
Bloemenschuur (2018)
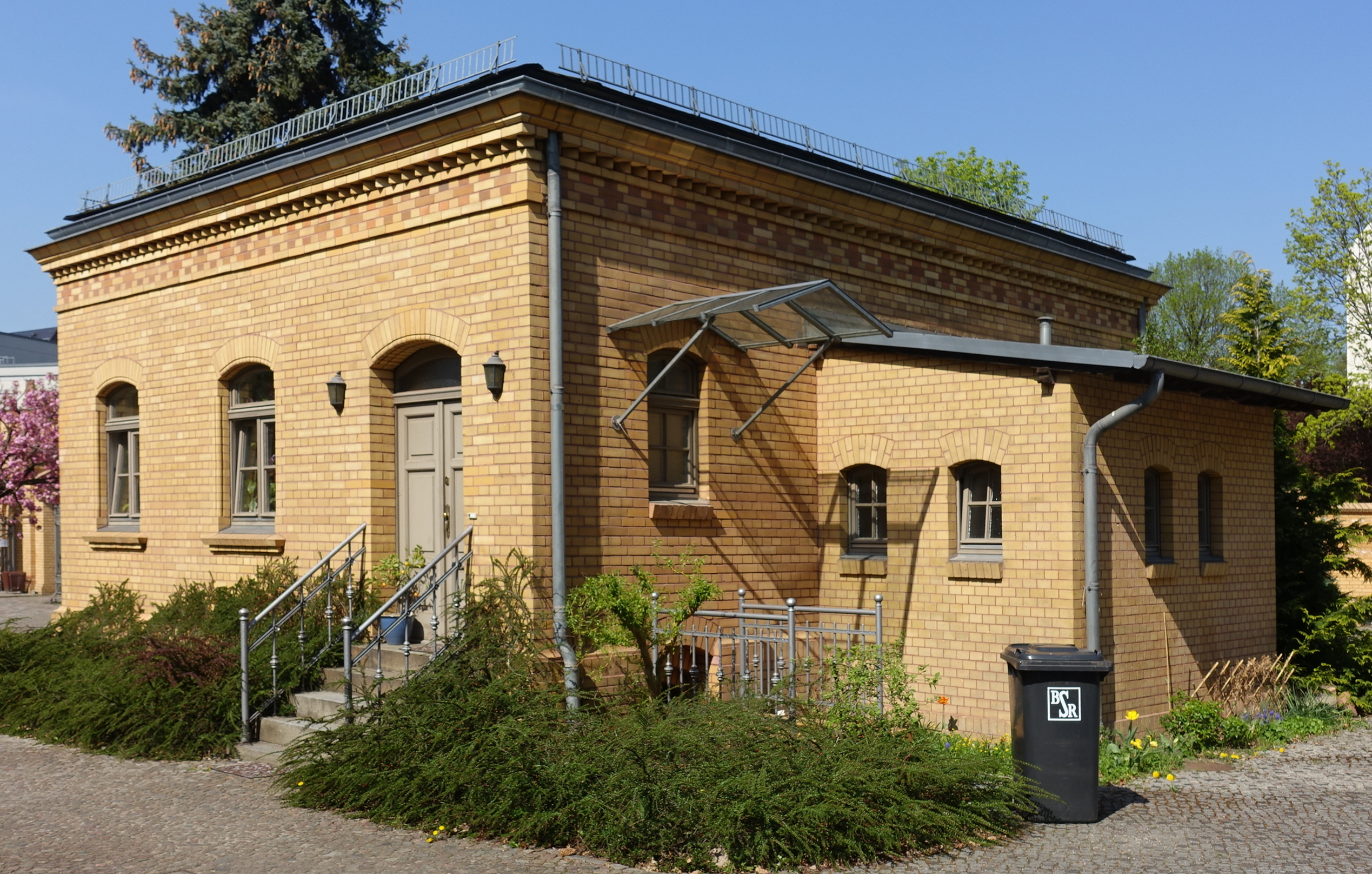
Dienstwoning (2018)

- Bibliothèque nationale de France: cb125507050 (data)
- Gemeinsame Normdatei: 1141059509
- International Standard Name Identifier: 0000 0001 1960 2325
- Library of Congress Control Number: n85259933
- Nationale Bibliotheek van Israël: 987007380378805171
- Virtual International Authority File: 169710276